# Créatine kinase
Pour les articles homonymes, voir CPK.
La créatine kinase (CK), anciennement appelée phosphocréatine kinase ou créatine phosphokinase (CPK) est une enzyme (EC 2.7.3.2) exprimée par divers types de tissus. 
Dans la mitochondrie, où la concentration d'ATP est toujours très importante, elle a pour fonction de catalyser la conversion de la créatine en phosphocréatine, impliquant la conversion de l'adénosine triphosphate (ATP) en adénosine diphosphate (ADP). Bien que l'équilibre de la réaction soit largement en faveur de la réaction inverse, cette réaction a lieu car la molécule d'ADP formée (par consommation d'une molécule d'ATP) pour créer une molécule de phosphocréatine est immédiatement transformée en ATP par la mitochondrie, ce qui déplace l'équilibre de la réaction.
Dans une myofibrille, au début de l'effort musculaire, la concentration d'ADP augmente très rapidement et la concentration d'ATP diminue parallèlement. Ceci déplace l'équilibre de la réaction  et, par conséquent, la créatine kinase catalyse la réaction inverse, c’est-à-dire le transfert du radical phosphoryl de la phosphocréatine vers l'ADP pour la convertir en ATP. Ceci permet de régénérer rapidement de l'ATP. 
La phosphocréatine, par l'intermédiaire de l'ATP, constitue ainsi un réservoir d'énergie rapidement utilisable pour les muscles et d'autres organes comme le cerveau (métabolisme anaérobie alactique). Cependant, la réserve de phosphocréatine ne permet de maintenir un effort que sur une très courte durée. Cette voie de production d'énergie laisse très vite place (au bout d'une dizaine de secondes) à d'autres voies de production d'énergie : la dégradation du glucose en acide lactique (métabolisme anaérobie lactique) puis à la respiration cellulaire (métabolisme aérobie) qui prend le relais au bout d'environ deux minutes, jusqu'à la fin de l'exercice musculaire.

## Types
Il existe plusieurs isoenzymes (variantes) de la CK.
Principalement trois fractions sont connues :
- CK-MM qui se trouve en majorité dans le tissu musculaire ;
- CK-MB qui se trouve en majorité dans les cellules myocardiques ;
- CK-BB qui se trouve en majorité dans le cerveau.

## Usages
La CK est libérée dans le sang lors de lésions tissulaires avec lyse cellulaire. Le dosage des isoenzymes circulant dans le sang permet de distinguer l'origine de la destruction cellulaire.
La CK-MB (ou CPK-MB) est libérée en cas d'infarctus du myocarde mais son usage diagnostique tend à être supplanté par la mesure de la troponine sanguine qui s'élève de manière plus précoce, avec une sensibilité meilleure. Le taux de CPK-MB s'élève à partir de la troisième ou quatrième heure après le début de l'infarctus et se normalise en deux à trois jours.

## Valeur normale
- Valeur normale de la concentration en CPK plasmatique : 15 - 130 UI/L.

Il existe de nombreuses fausses augmentations notamment liées à une myolyse :
- effort musculaire (ainsi un marathonien peut augmenter le taux de CPK à plus de 40 fois la normale en fin de course[2]) ;
- fièvre.